# 外資系法律事務所
外資系法律事務所（がいしけいほうりつじむしょ）とは、外国法律事務所の傘下にある、あるいは事務所名の使用などの点で提携関係にある、日本の法律事務所の俗称。
外資系企業に倣った用語法であるが、必ずしも資本関係に着目するものではない点が異なる。文脈によっては単に外資系ともいう。
日本において、外国法律事務所と強い関係のない国内系法律事務所と区別するために法曹の間で用いられる言葉である。その定義は必ずしも明確ではないが、英米の世界的規模の法律事務所ネットワークの一部として、その法律事務所の名前を用いて活動している日本の法律事務所を指すのが一般的である。この場合、通常の企業などに見られる資本が外国由来という側面を指すものではない。

## 外国弁護士・法律事務所の日本展開の歴史
- 戦後、外国の弁護士の資格を有し、日本法の相当の知識を有する者で、最高裁判所の承認を受けた外国人弁護士について、日本弁護士連合会の準会員とする制度が設けられた。1955年（昭和30年）に同制度は廃止されたが、その後も既存の準会員は存続した。

- 1986年（昭和61年）: 外国弁護士による法律事務の取扱いに関する特別措置法（外弁法）の施行によって「外国法事務弁護士」制度が導入され、外国の法律事務所が日本での活動することが可能となった（アウトバウンド業務に限る）[1]。
- 1994年（平成6年）: 外弁法改正。外国法事務弁護士と日本の弁護士が共同する「特定共同事業」として、インバウンド業務や一定の日本国内取引業務を行うことが可能になった[1]。
- 2003年（平成15年）: 外弁法改正。それまでの「特定共同事業」の対象範囲制限が撤廃された[1]。ここにおいて、外国法事務弁護士と日本の弁護士が共同して行う法律サービス提供は、新たに「外国法共同事業」と規定・呼称された[2]。
- 2016年（平成28年）: 3月1日、外弁法の改正法の施行により、外国法事務弁護士法人の設立が可能となった。

### 解説
戦後長らく、弁護士法上、「弁護士又は弁護士法人でない者は……法律事務を取り扱い、又はこれらの周旋をすることを業とすることができない」（第72条）と定められており、外国における弁護士としての資格は、日本における弁護士としての資格とは明確に区別されていたことから、外国で弁護士に相当する資格を有する者など、外国等において法律事務を行っている者であっても、日本国内で法律事務を行うことは禁止されてきた。
外国法事務弁護士制度
しかし、これが内外差別であるとの批判を受けて、「外国弁護士による法律事務の取扱いに関する特別措置法」（以下「外弁法」という。）が昭和61年（1986年）に成立し、外国弁護士は、法務大臣の承認を受けた場合に、外国法事務弁護士として原資格国法に関する法律事務を行うことが可能となった（外弁法第7条、第3条）。
特定共同事業制度
外国法事務弁護士として原資格法に関する法律事務を行うことが承認された後も、外国法事務弁護士が弁護士を雇用したり、弁護士との間でパートナーシップを組んで共同して事業を行ったりすることは禁止されていた。
平成6年（1994年）の外弁法改正で、外国法事務弁護士と一定の資格を有する弁護士間において、一定の範囲内の法律事務を行うことを目的とする共同の事業を行うことが「特定共同事業」として許容され、平成10年（1998年）には特定共同事業に関する制限の緩和も行われた。かかる改正の後もなお、雇用等の禁止は維持されたままであった。
外国法共同事業制度
さらに、平成15年（2003年）の外弁法改正（平成17年（2005年）施行）により、外国法事務弁護士による弁護士の雇用や、外国法事務弁護士と弁護士や弁護士法人の間での外国法共同事業（外国法事務弁護士と弁護士または弁護士法人とが、組合契約その他の継続的な契約により、共同して行う事業であって、法律事務を行うことを目的とするものをいう。外弁法第2条第15号）の禁止が廃止され、自由化されるにいたった。この改正に伴い「特定共同事業」は外弁法上廃止された。なお、外国法事務弁護士が、弁護士を雇用しようするとき、または外国法共同事業を営もうとするときは、あらかじめ日本弁護士連合会に届け出なければならない（外弁法第49条の3）。

## 日本における外資系法律事務所の現状
2000年以降の国内法律事務所の合併等による大規模化、規制緩和の流れを受けた金融通達行政等からの変化などの時代の波を受けて、2003年の外弁法改正による外国法共同事業制度の導入などを契機として、外資系法律事務所の東京での業務の範囲は拡大した。
さらに、司法制度改革による弁護士数の増加と、海外企業の日本進出などを含めた経済社会のグローバル化を背景にした海外法務・クロスボーダー法務の拡大により、欧米系法律事務所の日本展開は活発となった。在東京の英米系法律事務所は、弁護士報酬（依頼者からの支払いおよび弁護士の給料という二面において）の高額化もリードし、司法試験合格直後の実務未経験の弁護士で、1,000 - 1,300万円程度の初任給を得ていた。かかる弁護士の待遇は、国内大手法律事務所の待遇等と並び、社会の注目を受けた。
一方、いわゆるリーマン・ショック（2008年）以降には、不景気に伴う業務の減少や主要なクライアントであった海外企業や外資系企業の日本からの撤退などに伴い、事務所の経営難や弁護士の移籍や解雇などもみられている。またグローバルなネットワークの変更に伴う国内大手事務所などとの合併なども見られている。リーマン・ショックまでの拡張期においては、国内大手法律事務所等がいわゆる渉外事務所として受任していた領域での存在感を増していたが、国内法律事務所による海外展開や、日本の世界における経済的プレゼンスの低下などを含めて、日本における外資系法律事務所の位置付けも変わっている。その結果、外資系法律事務所の中でも、かつてより規模が縮小している事務所と、引き続き規模を維持しているまたは拡大している事務所とで大きく分かれる。
事務所ごとに色彩は異なるものの、海外から派遣された外国法資格に基づく弁護士も、時代の推移によって、市場開放前夜・開放直後の派遣駐在員的立場から、長期に日本での実務を行っている者が増え、また日本現地において採用される外国法資格者が増えるなど、外資系法律事務所のローカライズの度合いが高まるなど、日本資格以外の弁護士の位置付けも変わってきている。事務所ごとに、東京での窓口としての役割のみを期待しており日本法での業務を想定していない事務所と、東京において日本法での業務も行うことを想定している事務所とで分かれ、前者は日本法の弁護士を長期的に採用するニーズがないこともあり、事務所の規模として拡大することはあまり想定されない。

## 主な外資系法律事務所
グローバル系（英国系と米国系の合併により設立）
- ディーエルエイ・パイパー東京パートナーシップ 外国法共同事業法律事務所（東京・丸の内）DLA Piper

英国系
- クリフォードチャンス法律事務所外国法共同事業（東京・丸の内）：Clifford Chance
- ノートン・ローズ・フルブライト外国法事務弁護士事務所（東京・大手町）：Norton Rose Fulbright
- フレッシュフィールズブルックハウスデリンガー法律事務所（東京・赤坂）：Freshfields Bruckhaus Deringer
- 外国法共同事業法律事務所リンクレーターズ（東京・丸の内）：Linklaters
- アレン・アンド・オーヴェリー外国法共同事業法律事務所（東京・六本木）：Allen & Overy
- アシャースト法律事務所外国法共同事業 （東京・虎ノ門）：Ashurst LLP
- ハーバート・スミス・フリーヒルズ外国法事務弁護士事務所（東京・六本木）：Herbert Smith Freehills

米国系
- オリック・ヘリントン・アンド・サトクリフ外国法事務弁護士事務所 （東京・六本木）：Orrick
- ポールヘイスティングス法律事務所 （東京・赤坂）：Paul Hastings
- レイサム アンド ワトキンス外国法共同事業法律事務所 （東京・丸の内）： Latham & Watkins
- ベーカー&マッケンジー法律事務所（外国法共同事業） （東京・六本木）：Baker & McKenzie
- ホワイト＆ケース法律事務所 ホワイト＆ケース外国法事務弁護士事務所（外国法共同事業） （東京・丸の内）：White & Case
- 外国法共同事業　ジョーンズ・デイ法律事務所 （東京・虎ノ門）： Jones Day
- モリソン・フォースター外国法事務弁護士事務所 伊藤 見富法律事務所 （東京・丸の内）：Morrison & Foerster
- スキャデン・アープス外国法事務弁護士事務所 （東京・六本木）：Skadden, Arps, Slate, Meagher & Flom
- スクワイヤ外国法共同事業法律事務所 （東京・広尾）：Squire Patton Boggs
- ピルズベリー・ウィンスロップ・ショー・ピットマン法律事務所 （東京・丸の内）：Pillsbury Winthrop Shaw Pittman
- サリヴァンアンドクロムウェル外国法共同事業法律事務所 （東京・大手町）：Sullivan & Cromwell
- シンプソン・サッチャー・アンド・バートレット外国法事務弁護士事務所 （東京・六本木）：Simpson Thacher & Bartlett
- デービス・ポーク・アンド・ウォードウェル外国法事務弁護士事務所 （東京・六本木）：Davis Polk & Wardwell
- 西川シドリーオースティン法律事務所・外国法共同事業 （東京・丸の内）：Sidley Austin Nishkawa
- ホーガン・ロヴェルズ法律事務所外国法共同事業（東京・霞ヶ関）:  Hogan Lovells

4大会計事務所系
- EY弁護士法人（東京・日比谷）
- PwC弁護士法人（東京・霞が関）
- DT弁護士法人（東京・丸の内）